# Nguyễn Xuân Diện
Nguyễn Xuân Diện (1970 -) là Tiến sĩ chuyên ngành Hán Nôm, nhà nghiên cứu ca trù Việt Nam.

## Tiểu sử
Ông hiện là Phó phòng Nghiên cứu Văn học và Lịch sử, Viện Nghiên cứu Hán Nôm, từng đảm nhiệm vị trí Phó giám đốc Trung tâm tư liệu thư viện của Viện (cấp tương đương với Phó phòng). Ông còn được biết tới là người viết blog với tên Lâm Khang, Tễu.
Ông nhận mình là học trò giáo sư Nguyễn Minh Thuyết khi từng theo học môn GS giảng dạy cho cấp bậc Đại học tại Trường Đại học Tổng hợp (cũ, nay là Trường Đại học KHXH & NV, ĐHQG - HN). Ông đã bảo vệ luận án Tiến sĩ "Nguồn tư liệu Hán Nôm với việc nghiên cứu ca trù" năm 2007 dưới sự hướng dẫn của PGS. Bùi Duy Tân và GS.TSKH Tô Ngọc Thanh. Công trình này của Nguyễn Xuân Diện đã được quỹ văn hóa của Hữu Ngọc cho ấn hành nhiều bản từ năm 2007 tới nay. Gần đây, trong cộng đồng những người dùng facebook và blog, ông được nhiều người biết tới vì trên các trang cá nhân của ông thường chia sẻ (share, dẫn lại của người khác) một số vấn đề chính trị, xã hội đang thu hút sự quan tâm của mạng xã hội.

## Quan điểm chính trị, xã hội
Cùng với nhà văn Nguyễn Quang Vinh, trong thời điểm vụ cưỡng chế đầm nhà ông Đoàn Văn Vươn diễn ra, ông Nguyễn Xuân Diện cũng viết nhiều bài mang tính cảm thông, chia sẻ liên quan tới vụ việc này trên blog của mình. Qua đó, ông cũng kêu gọi độc giả đóng góp tiền ủng hộ gia đình ông Vươn. 
Hiện tại, ông Nguyễn Xuân Diện đang hoạt động trên trang facebook cùng tên, hầu như không nói quá nhiều về chuyên ngành của mình, nhưng lại đăng rất nhiều những bài về chính trị xã hội. Đáng quan tâm là, ông Diện đã có rất nhiều status công khai cũng như ngầm chỉ trích chính quyền, nhất là trong đại dịch Covid. Lôi kéo rất nhiều thành phần bất mãn vào cùng công kích. 

## Các vấn đề khác
Năm 2017, cuốn sách "Đường thi quốc âm cổ bản" do Nguyễn Xuân Diện và Trần Ngọc Đông sưu tập và biên dịch sau khi phát hành không lâu thì từ bạn đọc từ những người làm sách đến giới nghiên cứu ngành Hán Nôm đều chỉ trích cuốn sách "đạo văn". Theo TS. Nguyễn Phúc Anh "Trong số 222 bài thơ Đường được giới thiệu trong ĐTQÂCB thì có đến 197 bài sao chép phần dịch nghĩa đăng tải trên trang thivien.net trước năm 2017 với tỷ lệ trùng lặp từ 41% đến 100%. Có 86 bài dịch nghĩa sao chép từ 90% trở lên, chỉ có 4 bài sao chép dưới 50%" và ""Đây là hành vi ăn cắp thành quả nghiên cứu của người khác để in sách trắng trợn nhất, là hình thức "đạo văn" không thể chối cãi của hai ông Nguyễn Xuân Diện và Trần Ngọc Đông trong sách ĐTQÂCB".
Ngày 11/12/2018 khi nghiệm thu lần thứ 2 đề tài cấp cơ sở của Viện Nghiên cứu Hán Nôm, "Nghiên cứu nghệ thuật thư họa trong tài liệu Hán Nôm" do Tiến sĩ Nguyễn Xuân Diện làm chủ nhiệm, thì phản biện 2 của Hội đồng nghiệm thu là Tiến sĩ Trần Trọng Dương, đã kết luận: "Gần 106 lần (=38 lần (đoạn văn) + ≈ 68 lần (ảnh)) vi phạm Công văn số 960/KHXH-QLKH của Viện Hàn lâm KHXH Việt Nam do Chủ tịch GS.TS. Nguyễn Quang Thuấn ký ngày 22/5/2018 về việc chủ nhiệm đề tài phải chịu trách nhiệm đối với "nội dung khoa học và mức độ chính xác của các trích dẫn" trong đề tài nghiên cứu".
Kết luận này dẫn đến đề tài đã không được Hội đồng nghiệm thu thông qua. Mặt khác nó cũng khơi lại việc "đặt dấu hỏi về hàng loạt nghi vấn khoa học trước đó" đối với ông Diện.